# Giovanni Antonio da Meschio
Giovanni Antonio da Meschio (Vittorio Veneto, ... – ...; fl. XV secolo) è stato un pittore italiano, attivo a metà Quattrocento nell'area settentrionale della provincia di Treviso.

## Opere
Testimonianze pittoriche di Antonio da Meschio si hanno soprattutto nel vittoriese e nell'area collinare circostante, dove esegue numerosi affreschi; di seguito è riportato un elenco di opere a lui attribuite:
- Madonna col Bambino in trono tra i santi Pietro e Paolo e San Sebastiano tra i santi Cosma e Damiano (affreschi), chiesa di San Pietro (demolita), Ceneda, oggi trasferiti al Museo del Cenedese di Serravalle
- Affreschi, chiesa di San Lorenzo dei Battuti, Serravalle
- Affreschi, Santuario di Santa Augusta, Serravalle
- Madonna in trono tra san Sebastiano e san Bernardino da Siena, San Giovanni Battista, Ultima cena e altri affreschi frammentari, ex oratorio di San Michele, località Salsa, Vittorio Veneto
- Affreschi, chiesa di Santa Maria Nova, Soligo
- Madonna del Latte (affresco), oratorio della Madonna della Neve, Conegliano